# 柏林國立歌劇院
菩提樹下國家歌劇院（德語：Staatsoper Unter den Linden），又稱為柏林国立歌劇院（Staatsoper Berlin)），是一座位於德國柏林市中心菩提樹下大街的一座歌劇院。国立歌劇院於1741年開始建設，在1742年尚未竣工時就進行了第一場演出。1928年4月28日經整修後重新开放。二戰期間歌劇院完全被毀。1955年歌劇院得到了修復。2017年再度重新开放。
它在柏林被暱稱為「Lindenoper」，意指「世界上第一個單獨成為著名劇院的劇院」。

## 歷史

### 名稱
国立歌劇院最初於1743年稱為Königliche Oper （皇家歌劇院） ，1919年更名為Preußische Staatsoper（普魯士國家歌劇院），1955年更名為Deutsche Staatsoper（德國國家歌劇院）。直到1990年前，建築物一直是東德國家歌劇院的所在地。1990年起，正式名稱為菩提樹下國家歌劇院。

### 成立

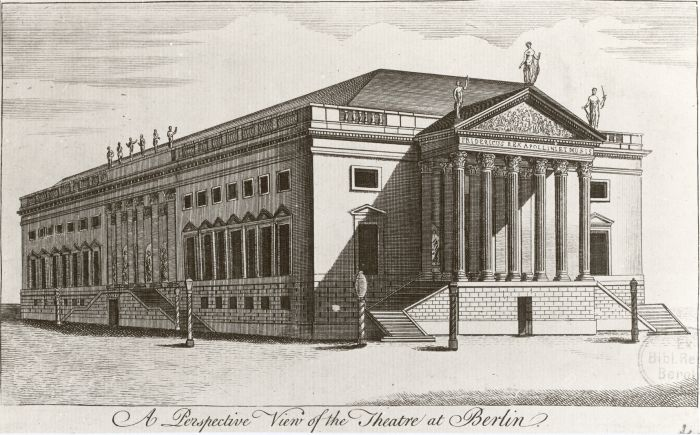
1745年的柏林國立歌劇院

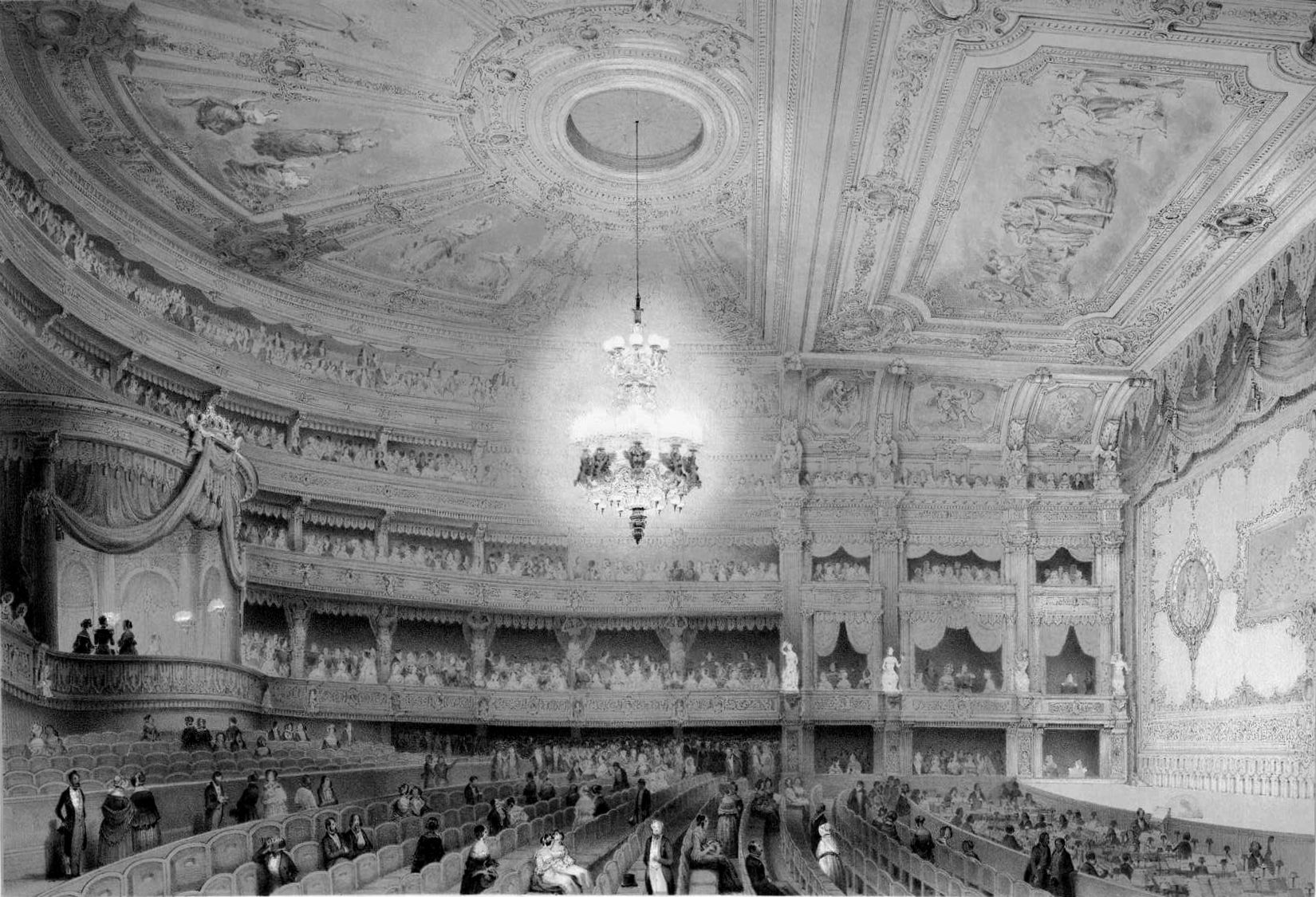
1843年火災後重建的內部劇場

在普魯士國王弗雷德里克二世登基後不久，該建築物被委託開始建造。国立歌劇院的建築設計作為德國帕拉第奧復興的早期例子在，在德國建築史上具有重要意義，但北立面和西立面分別是仿自科倫·坎貝爾在斯托海德所設計的萬斯泰德樓立面的直接複製品。
国立歌劇院建築工程於1741年7月開始，由格奧爾格·溫策斯勞斯·馮·諾貝爾斯多夫設計，成為當今倍倍爾廣場的第一部分建築物。雖然還沒有完全完工，不過歌劇院最初在1742年12月7日舉辦了由卡爾·海因里希·格勞恩的指揮的開幕表演《切薩雷和埃及豔后》。這一事件也標誌著歌劇院與柏林國家管弦樂團長達 250年的合作的開始，
1821年，歌劇院與柏林音乐厅首演了韋伯的《射手》 。1842年，威廉·陶伯特在歌劇院開創了定期舉辦交響音樂會的傳統。同年，贾科莫·梅耶贝尔接替加斯帕羅·斯蓬蒂尼成為音樂總監。费利克斯·门德尔松·巴托尔迪則指揮了一年的交響樂音樂會。
1843年8月18日，歌劇院被大火燒毀。該建築的重建工程由建築師卡爾·費迪南德·朗漢斯監督，次年秋天，皇家歌劇院在梅耶貝爾的指揮下以《西里西亞的一個營地]》舉辦落成典禮。1849年，奥托·尼古拉的《溫莎的風流娘兒們》在作曲家的指揮下在歌劇院首演。

### 20世紀
19世紀末至20世紀初，歌劇院吸引了眾多傑出的指揮家表演。包括费利克斯·魏因加特纳、卡爾·穆克、理查德·施特劳斯、 萊奧·布萊奇和塞尔·乔治等人。1918年，德意志帝國滅亡後，歌劇院更名為菩提樹下國家歌劇院。
1920年代，包括庫爾特·阿德勒、威廉·富特文格勒、埃里希·克莱伯、奧托·克倫佩勒、亞歷山大·馮·澤姆林斯基、布魯諾·瓦爾特等人曾在劇院擔任指揮。1925年，阿尔班·贝尔格的《沃采克》在克萊伯指揮下首演。
經過大規模整修後，歌劇院於1928年4月28日重新開放，上演了莫扎特的《魔笛》。演員包括迪莉婭·萊因哈特、理查德·陶伯、弗里德里希·肖爾等人演出，同一年，俄羅斯著名男低音费多尔·夏里亚宾和谢尔盖·达基列夫與指揮家恩奈斯特·安塞美合作的俄羅斯芭蕾舞團一同在劇院演出。1934年，當阿尔班·贝尔格的交響曲《露露》由克莱伯演奏後，隨著納粹當局將貝爾格作品《露露》判為「頹廢音樂」，為表立場，克莱伯最終與一家人於1935年離開了德國。
隨著阿道夫·希特勒的崛起，猶太血統的樂團成員被解雇了。許多與歌劇有關的德國音樂家因此流亡國外，包括指揮庫爾特·阿德勒、奧托·克倫佩勒和弗里茨·布施。克萊門斯·克勞斯於1933年首先在歌劇院擔任德國指揮家，由於布施和克萊伯分別辭職以抗議納粹統治，他於1935年被任命為該歌劇院的指揮。在納粹德國時期，羅伯特·黑格爾、赫伯特·冯·卡拉扬 (1939–1945) 和約翰尼斯·舒勒被任命為「國家管弦樂團指揮官」。
- 1938年：韋爾納·埃格克（英语：Werner Egk）於11月24日指揮了他的歌劇《培爾·金特》的首演。海伯特·馮·卡拉揚指揮的《魔笛》於 12 月 18日上演。
- 1939年：卡拉揚指揮了魯道夫·瓦格納-雷根尼（英语：Rudolf Wagner-Régeny）的《Die Bürger von Calais》。
- 1940年：10月21日，卡拉揚在柏林爱乐乐团與國家管弦樂團指揮了一場交響音樂會。
- 1942年：由於1941年遭到轟炸。歌劇院於12月12日重新開放，威廉·富特文格勒演繹了瓦格納的《纽伦堡的名歌手》。
- 1944年：當約瑟夫·戈培爾宣布「全面戰爭」後，歌劇院關閉。之前的最後一場演出是8月31日由舒勒指揮的莫扎特的《费加罗的婚礼》。國家管弦樂團繼續舉辦交響樂和歌劇音樂會。10 月4日至5日，卡拉揚指揮了安东·布鲁克纳的《第八號交響曲》。
- 1945年：歌劇院於2月3日再次被轟炸摧毀。音樂會搬遷到海軍上將宮殿（英语：Admiralspalast）劇場。2月18日，卡拉揚在貝多芬音樂廳與國家管弦樂團指揮了他最後一場交響音樂會。

### 戰後至今

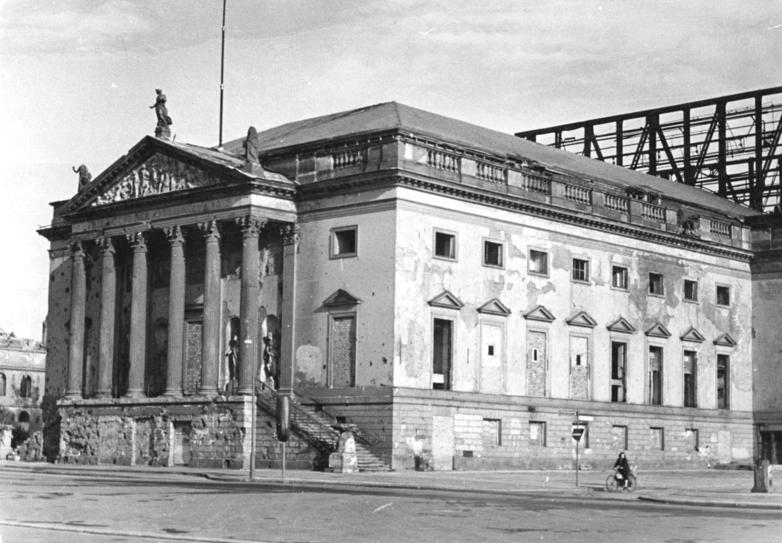
1951年，仍是廢墟的柏林國立歌劇院

由於第二次重建耗時較長。從1945年起，歌劇團在海軍上將宮殿演出。1949年起，該團擔任東德國家歌劇院。1955年，當國立歌劇院重建完成後，歌劇團搬回了原來的館址。新重建的歌劇院再次開放，開幕表演為瓦格納演奏的《紐倫堡的名歌手》。在經歷重建後，歌劇院現在的容量能夠讓1,300位觀眾觀賞表演。1961年，柏林圍牆建成後，歌劇院在廣場顯得有些孤立，但仍然保持著以古典浪漫主義時期為特色，並結合當代芭蕾舞和歌劇的表演。
重新開幕後，歌劇院重回歌劇界。在「柏林戲劇」的框架內，重新發現並重新詮釋了過去已經演出過的重要作品。其中巴洛克歌劇尤其成為關注的焦點，包括格勞恩的《埃及豔后與凱撒》、凱澤的《克洛伊索斯》 、弗洛里安·利奧波德·加斯曼的《連續劇》和斯卡拉蒂的《格里塞爾達》 。這些作品由比利時指揮家勒內·雅各布斯與柏林阿爾特音樂學院和弗萊堡巴洛克樂團一起使用古典樂器演奏。1990年代，歌劇院正式改名菩提樹下國家歌劇院。
1992年，阿根廷-以色列指揮家丹尼尔·巴伦博伊姆被任命為音樂總監。2000年，樂團選舉巴倫博伊姆為「終身指揮」。在2002年慶典期間，巴倫博伊姆領導了一個由十個部分組成的瓦格納 循環曲，這是與導演哈里庫普弗合作創作的作品。
2009年，柏林國家歌劇院因德國建築師H·G·梅爾茲領導的大規模翻新工程而關閉。歌劇院的屋頂被抬高，舞台前部加長以改善音響效果。其他改擴建工程包括局長樓、地下聯絡樓和車廠樓。後者將興建新的排練中心。
2017年，柏林國立歌劇院重新開放，並在一個週末首映了恩格尔贝特·洪佩尔丁克的《汉泽尔与格蕾太尔》和克勞迪奧·蒙台威爾第的《波佩亞的加冕》。歌劇院也接待了柏林國家管弦樂團。

## 圖片

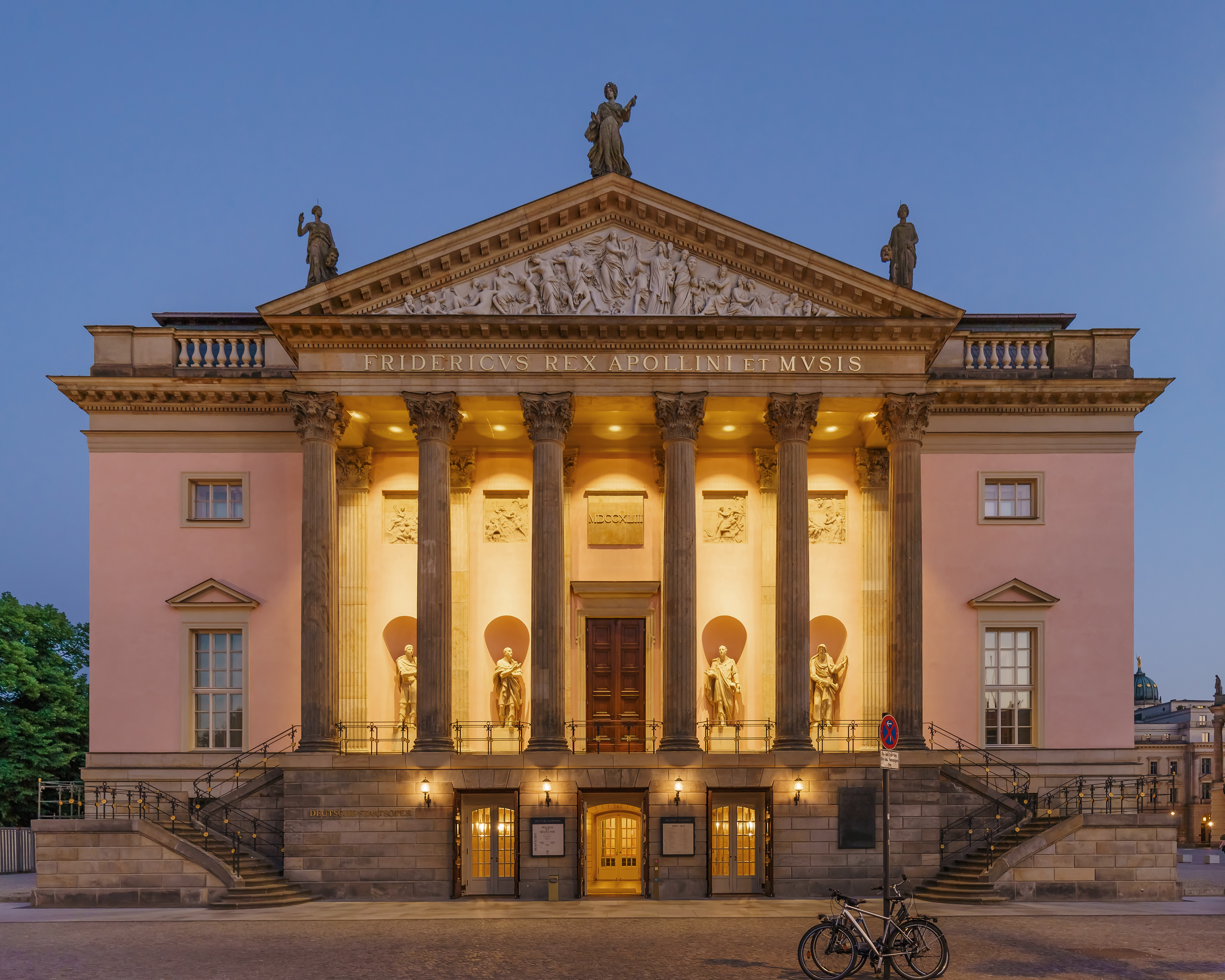
2018年，傍晚藍色時分的國家歌劇院外景
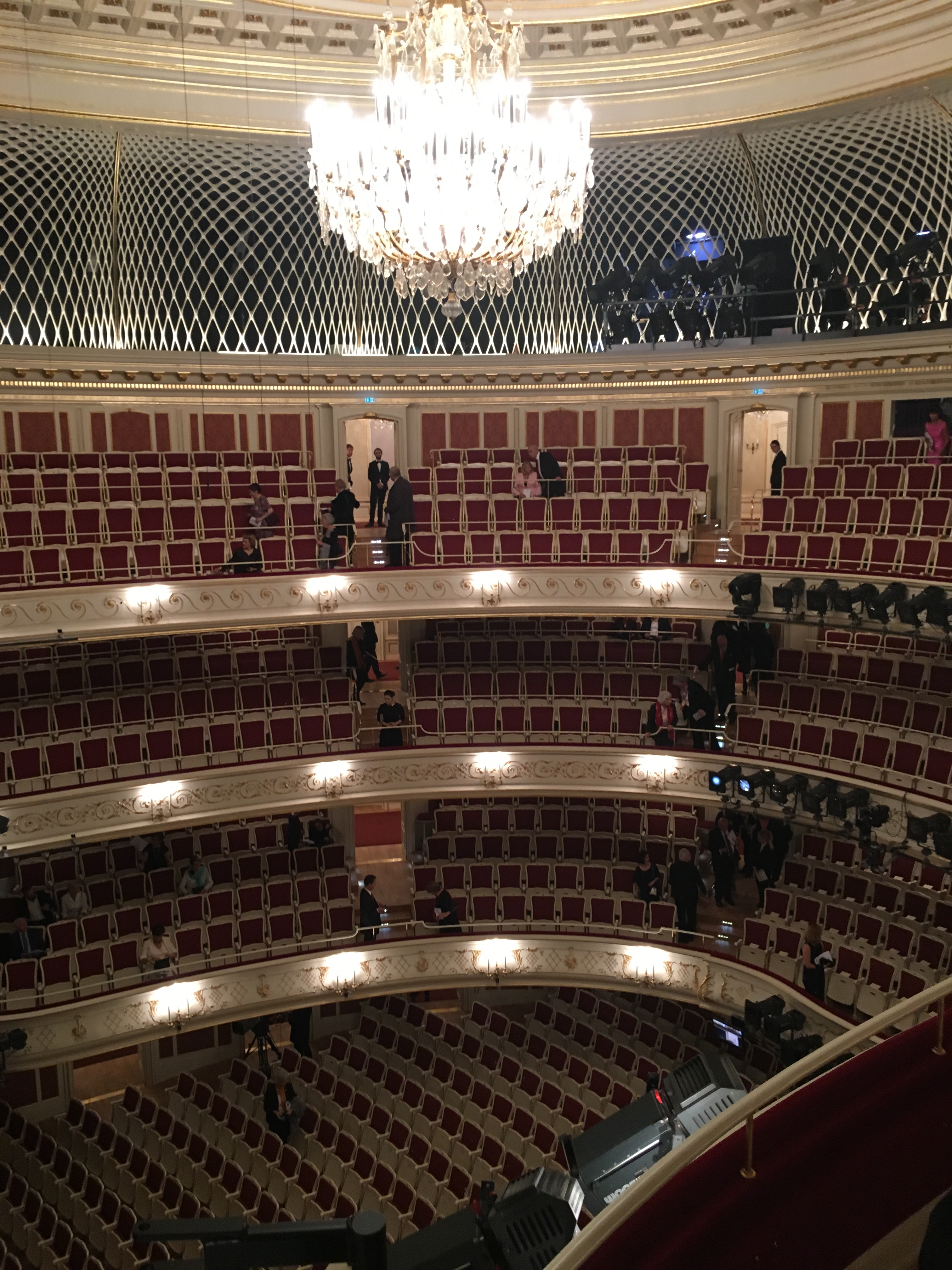
2017年0月3日，重新開放之日的國家歌劇院劇場。
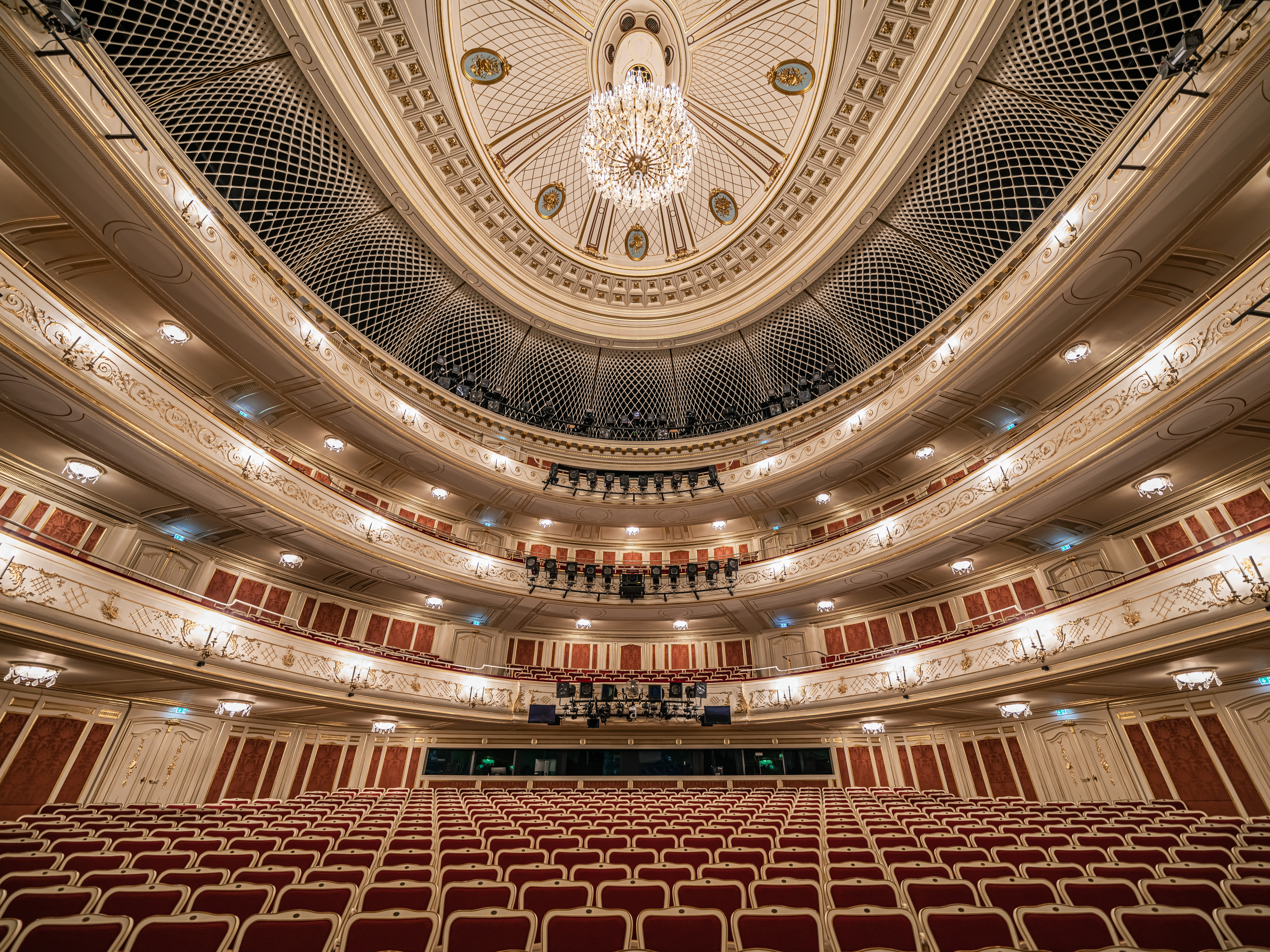
2021年的禮堂
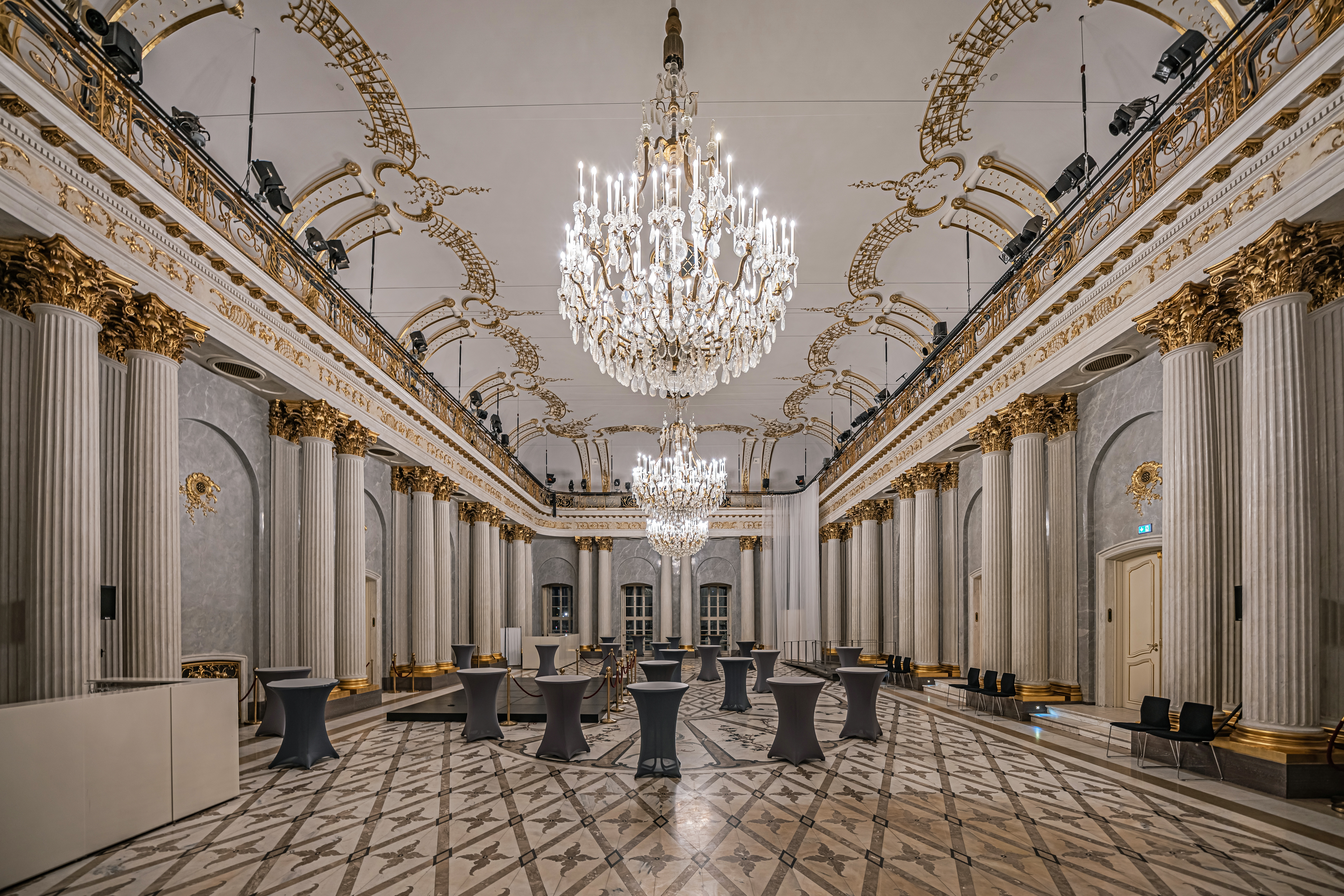
2021年的阿波羅廳

## 外部連結
- 官方网站
- Berlin State Opera （页面存档备份，存于） at Google Cultural Institute
- . Staatsoper Unter den Linden.   [2007-04-23]. （原始内容存档于2012-03-04）.